# Syndrome du poulain blanc

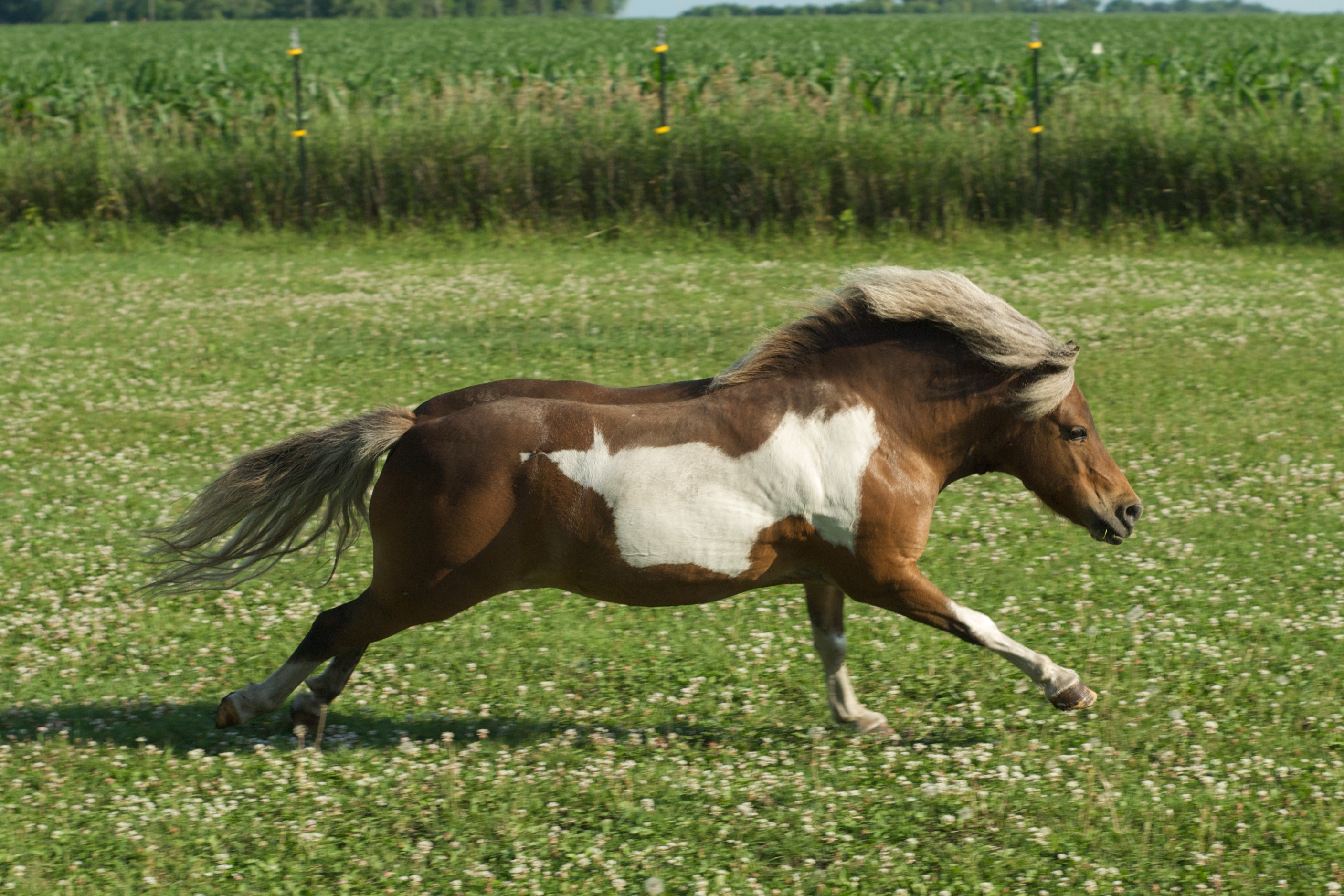
Le croisement entre deux chevaux de robe pie overo porteurs peut engendrer la naissance d'un individu atteint du syndrome létal du poulain blanc.

Le syndrome du poulain blanc est une anomalie génétique létale chez le cheval, qui provoque la naissance de poulains portant une robe blanche à l'issue du croisement de deux chevaux de robe pie overo entre eux.

## Description
Cette anomalie génétique s'associe aux chevaux porteurs d'une copie du gène dominant overo, codant la robe associée. Le croisement de deux chevaux overo a une chance sur 4 de donner naissance à un poulain homozygote overo de robe blanche, qui meurt fatalement quelques heures plus tard à cause d'une malformation des intestins associée à ce gène dominant. Il est donc fortement déconseillé de croiser deux chevaux de robe overo entre eux.

## Épidémiologie
Ce syndrome touche plusieurs races : Paint horses, Pur-sang anglais, Demi-sang arabes et Quarter horses ayant trop de couleur blanche pour figurer au stud-book.

## Physiopathologie
Le syndrome du poulain blanc est lié à une mutation récessive causant la substitution de l'acide aminé 118 du récepteur à l'endothéline de type B (EDNRB). Transmise par les deux parents hétérozygotes, cette maladie congénitale entraîne pendant l'embryogenèse un défaut de migration des cellules de la crête neurale chez le sujet atteint. Les cellules de la crête neurale proliférant pour donner naissance aux mélanocytes de l'épiderme et aux cellules nerveuses des intestins, le poulain touché présente une robe totalement dépigmentée (blanche) et une absence de ganglions nerveux (aganglionose) au niveau du côlon et de la partie distale de l'intestin grêle,.

## Symptômes
Les poulains atteints naissent blancs ou presque totalement blancs. Les symptômes apparaissent dans les 12 heures suivant la naissance. Incapables d’excréter leurs fèces, les poulains touchés souffrent d'un blocage intestinal et de coliques, leur provoquant des souffrances importantes.

## Diagnostic
Il n'existe pas de test diagnostic permettant d'affirmer qu'un poulain est atteint du syndrome du poulain blanc. Une laparotomie exploratrice permet de confirmer le diagnostic en constatant les anomalies intestinales.

## Prise en charge
Il n'existe pas de traitement. Les poulains atteints du syndrome, quand ils ne sont pas euthanasiés, décèdent dans les jours qui suivent leur naissance à cause de complications gastro-intestinales,.